# Dinefwr Castle

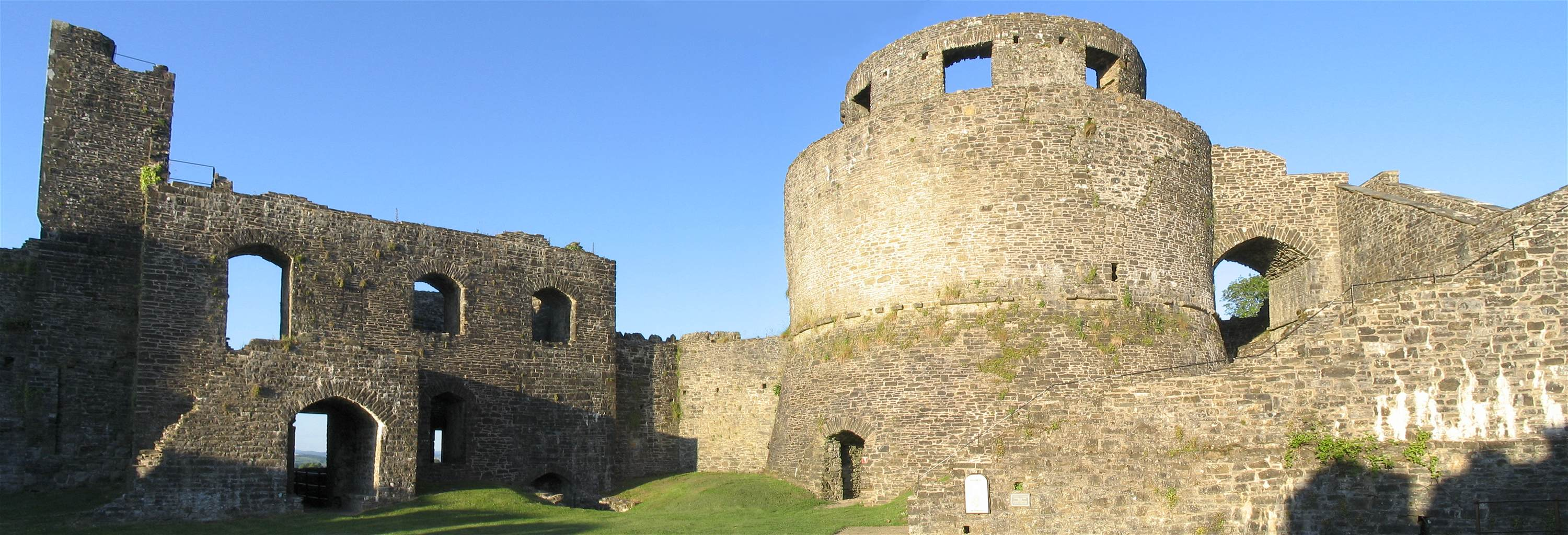
Dinefwr Castle.

Dinefwr (soms Dynevor) is een Welshe burcht aan de Tywi nabij Llandeilo, Carmarthenshire, West-Wales. Het was de hoofdplaats van het koninkrijk Deheubarth.